# Stephen Rea
Stephen Rea, geboren als Graham Rea (Belfast, 31 oktober 1946), is een Iers acteur. Hij werd genomineerd voor een Academy Award voor zijn rol in de film The Crying Game uit 1992. Hij speelde een hoofdrol in de Nederlands-Ierse film Nothing Personal van Urszula Antoniak, die in 2009 vier Gouden Kalveren won.

## Filmografie
| - 1970 Cry of the Banshee - 1978 On a Paving Stone Mounted - 1982 Angel - 1983 Loose Connections - 1984 The Company of Wolves - 1985 The Doctor and the Devils - 1991 Life Is Sweet - 1992 The Crying Game - 1994 Princess Caraboo - 1994 Angie - 1994 Interview with the Vampire - 1994 Prêt-à-Porter (National Board of Review Award for Best Cast) - 1995 Between the Devil and the Deep Blue Sea - 1995 Citizen X - 1995 All Men are Mortal - 1996 Trojan Eddie - 1996 Michael Collins - 1996 Crime of the Century - 1996 The Last of the High Kings - 1997 Double Tap - 1997 Fever Pitch - 1997 The Butcher Boy - 1997 Hacks - 1997 A Further Gesture - 1998 Still Crazy - 1998 This Is My Father - 1999 Guinevere - 1999 The End of the Affair - 1999 The Life Before This - 1999 In Dreams - 2000 The King's Wake (stem) - 2001 The Musketeer - 2001 On the Edge | - 2002 FeardotCom - 2002 Evelyn - 2003 The i Inside - 2003 Bloom - 2004 Fluent Dysphasia - 2004 Control - 2004 Proud - 2004 The Confessor - 2004 The Halo Effect - 2005 Breakfast on Pluto - 2005 Tara Road - 2005 River Queen - 2005 V for Vendetta - 2006 Sisters - 2006 Sixty Six - 2007 Until Death - 2007 The Reaping - 2007 Stuck - 2008 The Devil's Mercy - 2008 Heidi 4 Paws (stem) - 2008 Kisses - 2008 The Heavy - 2009 Nothing Personal - 2011 Blackthorn - 2011 Stella Days - 2012 Underworld: Awakening - 2012 Werewolf: The Beast Among Us - 2013 Tasting Menu - 2014 Asylum - 2014 Out of the Dark - 2018 Black '47 - 2018 Greta - 2018 Unquiet Graves - 2023 The Miracle Club |